# Frederik Lauenborg
Frederik Lauenborg (født 18. maj 1997) er en dansk fodboldspiller, der spiller for Randers FC i Superligaen.

## Klubkarriere
Lauenborg skiftede fra IK Skovbakken til Randers FC i 2009.

### Randers FC
Lauenborg var første gang en del af førsteholdet i Randers FC den 9. juli 2015 i en UEFA Europa League-kvalifikationskamp mod Sant Julià, hvor han dog ikke fik sin debut. Debuten for førsteholdet kom den 29. august 2015 på udebane mod FC Sønderborg i 3. runde af DBU Pokalen 2015-16, som Randers FC vandt 0-6. Han løb dog herefter ind i en alvorlig knæskade, der holdt ham ude i otte måneder. I sommeren 2016 skrev Lauenborg under på en treårig fuldtidskontrakt, som trådte i kraft fra sommeren 2017 af. Han var dog allerede fra sommeren 2016 en fast del af klubbens førsteholdstrup. Han blev i december 2016 kåret til Årets Talent 2016 i Randers FC.
Han fik sin debut for Randers FC i Superligaen den 26. august 2017 mod FC Helsingør, da han blev skiftet ind i det 79. minut for Perry Kitchen. Han skrev den 13. juni 2018 under på forlængelse af sin kontrakt med Randers FC, således parterne havde papir på hinanden frem til 2021. Forlængelsen skete, trods han stadig havde kontrakt frem til 2020.